# Безбородко
Безборо́дко (укр. Безбородьки) — княжеский и графский род, происходящий от казака Якова Безбородко (ум. 1730).

## Происхождение и история рода
Предок рода, согласно родословцам, был польский шляхтич Дамиан Ксенжницкий, на рубеже XVI и XVII века лишён дворянских прав и изгнан на территорию современной Украины. В одном из боёв, Ксенжницкому шашкой вскользь отрубили нижнюю часть подбородка, изуродовав лицо огромным шрамом. После изгнания, он осел под Киевом, в городке Борисполь, где и получил от казаков прозвище "Безбородька", принятое им позднее в качестве фамилии. Исходя из информации, представленной в Малороссийском родословнике Модзалевского, у Дамиана было пятеро сыновей:
- Остап Демьянович - бурмистр Бориспольской ратуши (1614-1615).
- Сидор Демьянович - бурмистр Бориспольской ратуши (1637).
- Гаврило Демьянович - († 1649).
- Лукаш Демьянович - участвовал в восстании казаков Богдана Хмельницкого (1648).
- Иван Демьянович - участвовал в восстании Богдана Хмельницкого и оставил четверых сыновей.

Один из четверых сыновей Ивана Демьяновича Безбородко, Иван Иванович (1629-1717), был женат на дочери Лубенского наказного полковника Ивана Пилипенко (1629-1688), Ирине Ивановне.
Их сын, Яков Иванович (1668-1730), участвовал в Персидском походе (1722—1723) и является родоначальником рода Безбородко.
Он имел двух сыновей от 1-го брака: Андрея и Семёна Яковлевичей.
1. Семён Яковлевич Безбородко (27.04.1708-21.09.1768) был сотником березаньским, а затем обозным переяславским. Имел одну дочь - Елену (Алёну).
2. Андрей Яковлевич Безбородко был генеральным писарем. В браке с Евдокией Михайловной Забелло, дочерью генерального судьи Михаила Тарасовича Забелы, имел пятерых детей:

- Анна Андреевна Безбородко (1737-24.03.1805) - замужем за Петром Петровичем Галецким (1730-?). Оставила троих детей.
- Ульяна Андреевна Безбородко (1742-1776) - замужем за Павлом Васильевичем Кочубеем (1738-1786). Мать Канцлера князя Виктора Павловича Кочубея (11.11.1768-3.06.1834).
- Светлейший князь и граф Александр Андреевич, канцлер Российской империи. Оставил побочное потомство.
- Татьяна Андреевна Безбородко (1751-1805) - замужем за малороссийским губернатором Яковом Леонтьевичем Бакуринским (1740-1801). Оставила двоих детей.
- граф Илья Андреевич (1756—1815), оставил трёх законнорождённых детей.

## Князья и графы Безбородко
С Высочайшего разрешения, Александр Андреевич Безбородко получил пожалованное ему Римским императором Иосифом II графское достоинство (03 декабря 1784) и по указу императора Павла I (05 апреля 1797) графа Безбородко внесли в число графских родов Российской империи.
После вступления на престол императора Павла I, Александр Андреевич назначен канцлером и возведён (1797) в княжеское Российской империи достоинство с титулом Светлости. Кроме того Павел I пожаловал ему свой портрет и большой крест Святого Иоанна Иерусалимского, осыпанный алмазами, Орловскую вотчину и несколько тысяч десятин земли с крестьянами. Потомства у князя не было и с ним пресёкся род князей Безбородко.
Светлейший князь Александр Андреевич Безбородко, известный своей слабостью к прекрасному полу, оставил, как минимум, четверых побочных детей: Георгия, Александра, Илью и Наталью.
Старшему из внуков графа Ильи Андреевича Безбородко, графу Александру Григорьевичу Кушелеву, было разрешено (1816) прибавить к своей фамилии фамилию деда и далее писаться графом Кушелевым-Безбородко. Эта ветвь рода пресеклась (13.05.1870) со смертью графа Григория Александровича Кушелева-Безбородко.

## Описание герба
В щите, начетверо разделённом, находится в середине красного цвета малый щиток, имеющий в правой части два, одно на другим стоящие золотые знамени с тремя висящими кистями без жезлов, а в левой меч, острием вниз обращенный, с золотым эфесом и двумя золотыми полумесяцами, у коих рога на другую сторону обращены.
В верхнем, золотом поле, находятся произрастающие половинные чёрные Российский и Римский Императорские Орлы, зелёным лавровым венком соединённые и золотыми Коронами покрытые. Во втором, лазоревом поле, серебряное вдоль распростёртое крыло, в третьем поле такого же цвета серебряная пчела, а в четвёртом чёрном поле золотое пламя. Над щитом графская корона, на которой видны открытые красным цветом подложенные три турнирные шлема, из коих средний золотой, а другие два голубые, украшенные клейнодами, обвешенные наметами представляющими, с правой стороны золото и голубой цвет, а с левой серебро и лазоревый цвет. Над средним, покрытым графской короной находится Римский императорский Орёл, над шлемом по правую сторону стоящим и покрытым Короной — золотое знамя с тремя висящими кистями и жезлом, а над стоящим по левую сторону — с голубой и красной перевязкой подобное вышепомянутому знамя.
Щитодержатели с обеих сторон скифы, с непокровенными главами в красном верхнем и в чёрном исподнем платье и с висящими на плечах звериными кожами; оба они держат одной рукой щит, а в другой руке стоящий по правую сторону имеет обращённую вниз золотую стрелу, другой же, по левую сторону находящийся, держит масличную ветвь. Внизу шита видна на свитке бумаги надпись или девиз: «Labore et Zelo»